# 孫翠鳳
孫翠鳳（1958年12月19日—），生于嘉義縣布袋鎮，台灣女性藝術家，歌仔戲演員、工生行（武生、小生等）。明華園戲劇總團當家台柱，常與鄭雅升搭檔。允文允武、亦生亦旦。舞台上，她挑戰生旦淨丑各種行當，也跨足影視、傳統及現代舞台、唱片等領域。為首位獲頒十大傑出青年(第34屆)的歌仔戲演員。在中国大陆，因其出演的电视剧《女巡按》而获得知名度:61。

## 經歷
- 出生當年，父母隨劇團巡演至嘉義縣時，母親陳玉桂已屆預產期，遂於布袋鎮產下孫翠鳳[2]。
- 由於早期從事歌仔戲演出生活困苦，孫翠鳳的父母舉家遷入台北，從此打算專心栽培孩子，讓他們與歌仔戲絕緣，因此自幼在台北成長的孫翠鳳，對於歌仔戲的接觸不深，連台語也是說不好。
- 1982年，嫁給表哥陳勝福，正式進入明華園大家族。一次因緣際會，劇團臨時缺一位不需要開口的龍套丫環，孫翠鳳被推上舞台，自此愛上站在舞台的感覺。接著跑了三年龍套，決定成為正式的歌仔戲演員。當年開始學習台語發音與歌仔戲基本功開始，並克服身體（先天性心臟病[3]）和年齡（26歲）的障礙，從跑龍套到各種角色的試煉。
- 1986年，在明華園《劉全進瓜》一劇中首度擔綱女主角後，表現突出的她逐漸接演更多樣的角色，並漸漸成為劇團的一線小生。
- 1988年，成為主角。[需要解释]
- 1996年，獲選中華民國十大傑出青年。
- 1997年，獲紐約美華亞洲最傑出藝人金獎。
- 2008年，擔任中華民國總統府藝文界國策顧問，並於2012年卸任。

## 獎項
- 1996年，獲選「十大傑出青年」
- 1997年，獲得「亞洲最傑出藝人獎」

## 參與明華園演出年表
- 1986年 《刘全进瓜》
- 1988年 《红尘菩提》
- 1989年 《财神下凡》、《真命天子》
- 1990年 《济公活佛》
- 1992年 《逐鹿天下》
- 1993年 《李靖斩龙》、《界牌关传说》
- 1994年 《薛丁山传奇》、《鸳鸯枪》
- 1996年 《燕云十六州》
- 1999年 《武松打虎》
- 2001年 《乘愿再来》、《白蛇传》
- 2002年 《狮子王》、《鸭母王》
- 2003年 《剑神吕洞宾》
- 2004年 《韩湘子》
- 2005年 《王子复仇记》
- 2006年 《何仙姑》上下集
- 2007年 《超炫白蛇傳》（全新改版）
- 2009年 《猫神》、《海神家族》
- 2010年 《曹國舅》
- 2011年 《蓬萊仙島》、《火鳳凰》

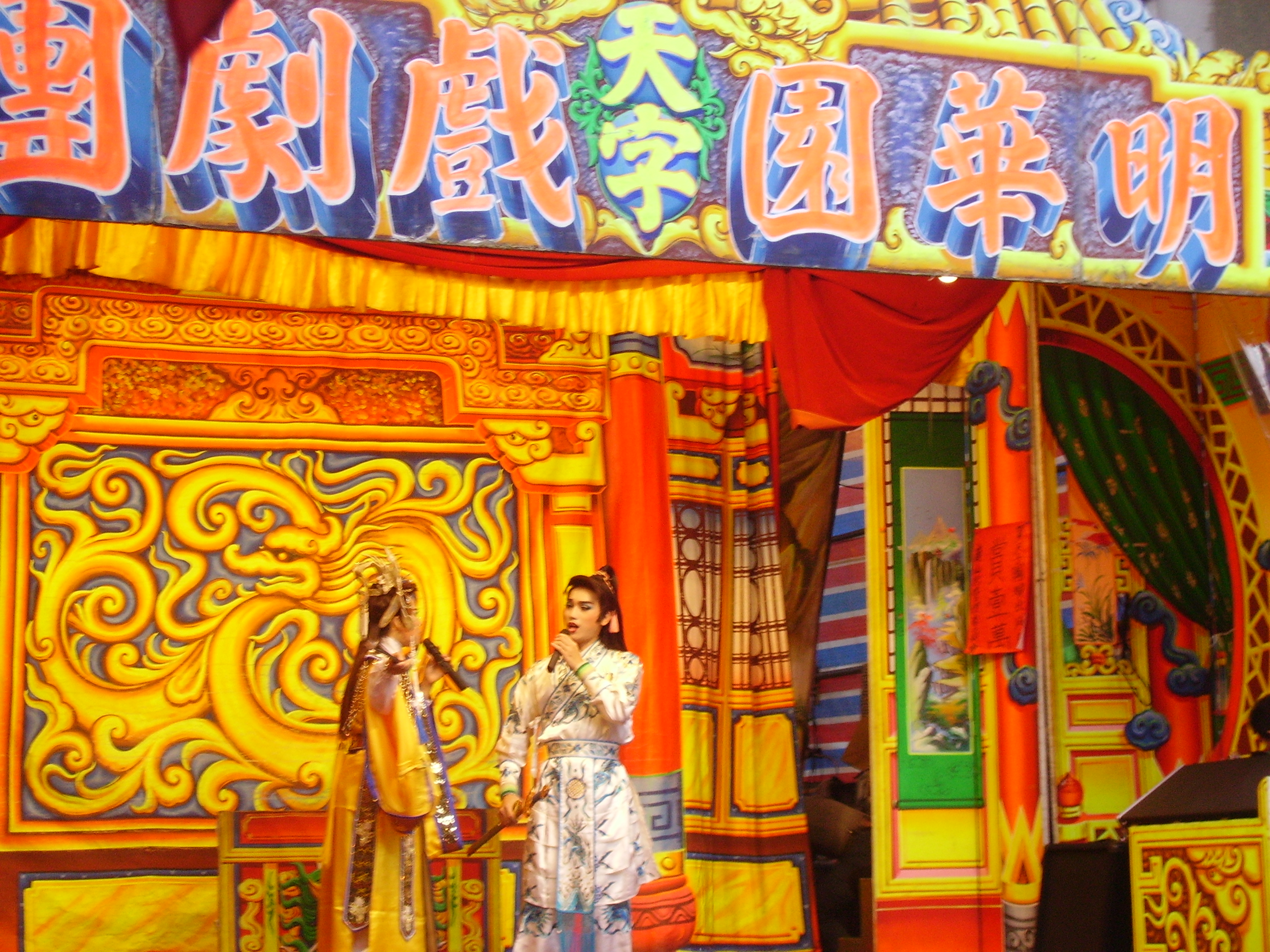
明華園演出的歌仔戲

- 2012年 《劍神呂洞賓-巡迴》、《蓬萊仙島-巡迴》
- 2013年 《吆嘍正傳》、《媽祖》
- 2014年 《吆嘍正傳-首部曲-巡迴》
- 2015年  《流星》(青春劇作)
- 2016年 《散戲》(文學跨界劇作)
- 2016年 《四兩皇后》
- 2017年 《愛的波麗路》(文學跨界劇作)
- 2017年 《王子復仇記之龍抬頭》(舊作重編之新戲-上集)
- 2018年 《俠貓》(文學跨界劇作)
- 2018年 《王子復仇記之龍逆麟》(舊作重編之新戲-下集)
- 2019年 《龍城爭霸》(吆嘍正傳續集-二部曲)、《皇上有喜》、《大河彈劍》、《真命天子、雲中君、鐵膽柔情》(為青年軍導演兼團長，但並未參與演出)》
- 2020年 《冥戰錄》（2020臺灣戲曲藝術節—台灣漫畫跨界創作）
- 2020年 《鯤鯓平卷》

## 演出作品

### 电视歌仔戏
- 1985年 《父子情深》－大理國郡主－惠君
- 1988年 《千里姻缘路》
- 1988年 《一見情》
- 1989年 《鐵膽英豪》
- 1995年 《皇甫少華與孟麗君》
- 2012年 《菩提禪心》之木槍刺足
- 2013年 
  - 《菩提禪心》
    - 六牙象王
    - 內修德外行善
    - 為善得福
    - 知因識果
    - 蓮華
    - 孤兒獻金
    - 度化獵戶
    - 報恩牛
    - 以沙供佛
    - 九代同居
- 2014年 
  - 《菩提禪心》
    - 王舍城由來
    - 拘那羅王子的眼睛
    - 億萬里
    - 神射手王子
    - 直心無我一儒童
    - 離婆多遇鬼
    - 心火
- 2015年 
  - 《菩提禪心》
    - 大樹上的彩帶
    - 掌拳公主
    - 五世母子
    - 摩男的選擇
    - 以愛化仇
    - 仁慈的長壽王
    - 五不死薄拘羅
- 2016年 
  - 《菩提禪心》
    - 雪山仙人
    - 秀才狀元夢
    - 老鞋匠的國王夢
    - 日難王棄國學道
    - 心魔千指串
    - 國王身施為奴
    - 魚籃女度馬郎
- 2017年
  - 《菩提禪心》 
    - 高僧傳-弘一法師
    - 王子與仙人
    - 貧者之歌
    - 宰相之子
    - 高僧傳-安世高大師
    - 高僧傳-窺基法師
- 2018年
  -     - 高僧傳-菩提達摩大師
    - 高僧傳-蕅益智旭大師
- 2019年
  - 《菩提禪心》
    - 高僧傳-神秀禪師
    - 高僧傳-義淨法師
    - 高僧傳-僧肇法師
- 2020年
  - 《菩提禪心》
    - 高僧傳-寒山大師
    - 高僧傳-玉琳國師

### 电视剧
| 年份          | 頻道     | 劇名                           | 飾演             |
| ------------- | -------- | ------------------------------ | ---------------- |
| 1992年        | 華視     | 《嘉慶君遊台灣》               | 高世國（嘉慶君） |
| 1997年        | 中視     | 《大巡按蕃薯官》玫瑰玫瑰我愛你 | 玫瑰賊(金仲文)   |
| 1997年        | 華視     | 《施公奇案》法外情             | 唐聖南(李蝶飛)   |
| 1997年        | 中視     | 《大姐當家》                   | 葉英淑           |
| 1993年        | 公視     | 母親系列《慢慢來唱》           |                  |
| 1998年        | 中視     | 《女巡按》:61                  | 包秀秀           |
| 1999年        | 台視     | 《雨中鳥》                     | 朱鳳英           |
| 2002年        | 民視     | 《移山倒海樊梨花》             | 樊梨花           |
| 2005年        | 台視     | 《海誓山盟》                   | 葉明珠           |
| 2006年9月12日 | 公共電視 | 《祖師爺的女兒》               | 洪繡屏           |

### 电影
佳譽時期：
| 年份   | 片名               | 飾演 |
| ------ | ------------------ | ---- |
|        | 《大地勇士》       |      |
|        | 《人肉战车》       |      |
|        | 《女学生与机关枪》 |      |
| 1987年 | 《金水婶》         |      |
| 1988年 | 《桂花巷》         |      |
| 1983年 | 《进攻要塞地》     |      |
| 1994年 | 《我的一票选总统》 |      |
| 2007年 | 《海之傳說－媽祖》 | 配音 |
|        | 《青春歌仔》       | 客串 |
| 2016年 | 《人生按個讚》     |      |

### 舞台剧
- 1990年 兰陵剧坊《戏蚂蚁》

- 1991年 黄梅调舞台剧《梁山伯与祝英台》

- 2009年 舞台剧《海神家族》

- 2016年 舞台劇 《散戲》

- 2017年 舞台劇  《愛的波麗路》

- 2023年 舞台劇  《叫我林彩香》

- 2025年 舞台劇《情人哽裡出西施》

## 個人專輯
| 專輯名稱                  | 發行     | 年月    | 曲目 |
| ------------------------- | -------- | ------- | --- |
| 勇敢的查某子（新歌+精選） | 華納唱片 | 2004-12 | 曲目 1. 勇敢的查某子 2. 自在消遙遊 3. 紅塵報恩 4. 歡喜入洞房 5. 酒酒酒 6. 一剎那 7. 五月五 8. 烈焰戰火 9. 往事歸塵埋 10. 心慌意亂 11. 泰山崩 12. 心境自然清 13. 笑傲紅塵 14. 鳥啊展翅 |

## 著作
- 祖師爺的女兒──孫翠鳳的故事 ／作者：孫翠鳳口述、黃秀錦著 ／出版社：時報文化 ／出版日期：2000年／ ISBN 9571331023[4][5]

## 外部連結
- 台灣國立傳統藝術中心孫翠鳳資料網頁
- 明華園-孫翠鳳官方部落格（页面存档备份，存于）
- 翠鳳小築（页面存档备份，存于）
- 孫翠鳳的Facebook專頁
- 孫翠鳳的新浪微博
- 孫翠鳳在香港影庫上的簡介
- 孫翠鳳在互联网电影资料库（IMDb）上的資料（英文）